# Kościół Matki Bożej Zwycięskiej w Rzymie
Kościół Matki Bożej Zwycięskiej w Rzymie (wł. Santa Maria della Vittoria, łac. Sanctae Mariae de Victoria) – barokowa świątynia rzymskokatolicka na Kwirynale, kościół tytularny kard. Seána O’Malleya.
Świątynia ta jest kościołem rektoralnym parafii św. Kamila de Lellis oraz kościołem tytularnym.

## Lokalizacja
Kościół znajduje się w XVII Rione Rzymu – Sallustiano przy Via XX Settembre 17.

## Historia
Obecny kościół powstał w miejscu starej kaplicy św. Pawła. Teren ten kupili karmelici bosi w 1607 roku z zamiarem wybudowania nowego kościoła i klasztoru. Podczas prac odkryto starożytny posąg (obecnie znany jako Hermafrodyta Borghese), co doprowadziło do zawarcia umowy między zakonnikami a kardynałem Scipione Caffarelli-Borghese, który w zamian za rzeźbę zobowiązał się do finansowania dalszych prac. Budowa rozpoczęła się w 1608 roku pod kierownictwem Carlo Maderno, natomiast od 1624 roku w prace zaangażował się architekt kardynała Borgese Giovanni Battista Soria, który zaprojektował fasadę (wzorując się na fasadzie kościoła św. Zuzanny autorstwa Carlo Maderno). Klasztor otwarto w 1612, z kolei kościół ukończono w 1626 roku. Początkowo nosił on wezwanie św. Pawła, w nawiązaniu do wcześniejszej kaplicy istniejącej w tym miejscu.. Wezwanie kościoła zmieniono po bitwie na Białej Górze (8 listopada 1620 roku), kiedy to wojska katolickie pokonały czeskich protestantów.
Kościół poważnie ucierpiał w pożarze 29 czerwca 1833 roku, zostały wówczas zniszczone freski w apsydzie oraz spłonęła ikona uznawana za cudowną, którą miał przy sobie kapelan karmelita podczas bitwy na Białej Górze.

## Architektura i sztuka
Plan kościoła oparty jest na krzyżu łacińskim, z centralną kopułą, krótką nawą i apsydą.
Obraz na suficie przedstawia Maryję w otoczeniu aniołów oraz upadek z nieba zbuntowanych aniołów, którym przewodzi Lucyfer. Malowidło to, z ok. 1663 roku autorstwa Giovanniego Domenico Cerriniego, jest alegorią bitwy na Białej Górze. Stiukowe anioły i putta na suficie pochodzą z początku XVIII wieku. Fresk w kopule (również autorstwa Cerriniego) kontynuuje tematykę z malowidła na sklepieniu.
Nad ołtarzem głównym jest kopia cudownej ikony Narodzenia zniszczonej w pożarze w 1833 roku. W górnej części apsydy znajduje się XIX-wieczne malowidło przedstawiająca wprowadzenie cudownego wizerunku do Pragi (zastąpiło ono zniszczony w pożarze fresk Celliniego)..
Na ścianie nad wejściem znajdują się organy i kantoria autorstwa Mattia de' Rossi.
W jednej z kaplic bocznych świątyni znajduje się barokowa grupa rzeźbiarska wykonana przez Giovanniego Lorenzo Berniniego Ekstaza świętej Teresy.
W zakrystii znajduje się kolekcja sztandarów wojskowych zdobytych podczas bitwy o Ceutę w 1415 roku oraz bitwy pod Wiedniem w 1683.

## Kardynałowie prezbiterzy
Kościół Matki Bożej Zwycięskiej jest jednym z kościołów tytularnych nadawanych kardynałom-prezbiterom (Titulus Sanctae Mariae de Victoria). Tytuł ten został ustanowiony 23 grudnia 1801 roku.
- Michelangelo Luchi (1801–1802)
- vacat (1802-1803)
- Joseph Fesch (1803–1822); (in commendam 1822–1839)
- Ferdinando Maria Pignatelli (1839–1853)
- Adriano Fieschi (1853–1858)
- Joseph Othmar von Rauscher (1858–1875)
- Godefroy Brossais-Saint-Marc (1876–1878)
- Louis-Édouard-François-Desiré Pie (1879–1880)
- Lodovico Jacobini (1880–1887)
- Elzéar-Alexandre Taschereau (1887–1898)
- Giovanni Battista Casali del Drago (1899–1908)
- François-Marie-Anatole de Rovérié de Cabrières (1911–1921)
- Alexis Charost (1922–1930)
- Angelo Maria Dolci (1933–1936)
- Federico Tedeschini (1936–1951)
- Giuseppe Siri (1953–1989)
- Giuseppe Caprio (1990–2005)
- Seán O’Malley (2006–nadal)